# زمین‌لرزه ۲۰۰۸ چین
زمین‌لرزه چین  در تاریخ ۲۱ اوت ۲۰۰۸ میلادی، برابر با ‎۳۱ مرداد ۱۳۸۷، ساعت ۱۲:۲۴:۲۹٫۵ به زمان یوتی‌سی در چین رخ داد.ژرفای این زلزله ۱٫۰ کیلومتر بود. بزرگی آن ۶٫۰ در مقیاس Mw بدست آمده‌است.
پروژهٔ جهانی تنسور گشتاور مرکزوار پارامتر زمان مرکزوار زمین‌لرزه را با اختلاف ۶٫۲ ثانیه نسبت به زمان رخداد اشاره شده در بالا و مختصات مرکزوار را در ۲۴°۵۵′شمالی ۹۷°۵۹′شرقی / ۲۴٫۹۲°شمالی ۹۷٫۹۹°شرقی محاسبه کرد و همچنین، ژرفا در ۱۸٫۲ کیلومتر بدست آمده‌است. در این محاسبات زاویه‌های (راستا، شیب، ریک) گسل سازندهٔ زمین‌لرزه و صفحه عمود بر آن برابر با (°۷، °۸۰، ° ۱۷۸) یا (° ۹۷، °۸۸، ° ۱۰) حاصل شده‌است.